# 기화열
기화열(氣化熱) 또는 증발열(蒸發熱)은 액체가 기체로 변하면서 주위에서 빼앗는 열량을 말한다. 물은 기화열이 크기 때문에, 더운 여름날, 땀을 흘려 체온을 조절할 수 있고, 모닥불에 물을 뿌리면 물이 증발하면서 주위로부터 기화열을 빼앗아 가므로 온도가 발화점 이하로 낮아져 불이 꺼진다.
액체가 주변에서 기화열을 빼앗아 가는 현상을 활용하여 땀이 기화할 때 체온을 저하시키는 효과를 증폭시킨 형태의 섬유를 '냉감섬유'라고 한다. 냉감섬유로는 '쿨토시'와 같이 더울 때 체온을 낮추고 땀이 빨리 마르게 하는 각종 기능성 의류를 제작한다.

## 같이 보기
- 융해열